# Folk punk
El folk punk o folk hardcore és un subgènere del punk caracteritzat per la utilització d'instruments tradicionals de les cultures de què provenen els músics.

## Orígens i història
Els primers a utilitzar instruments tradicionals sobre una base de punk rock van ser els escocesos The Skids, qui els combinaven amb música tradicional celta, fent lloc així al posteriorment anomenat celtic punk. Açò va ser continuat per molts altres grups, com The Pogues, The Dubliners o The Clancy Brothers, encara que la majoria van aparèixer abans del moviment hardcore.
L'actual fusió de música tradicional amb hardcore s'utilitza generalment per a fer reivindicacions culturals, tal com fan grups com Blowzabella, Vale Tudo, Warsaw Village Band o Obrint Pas. Son notables les reminiscències del celtic punk a grups com Dropkick Murphys o Flogging Molly.
Actualment, però, es coneix com a folk punk al corrent musical creat als Estats Units, que mescla el folk tradicional americà amb el punk rock. Així podem trobar bandes com Violent Femmes (els pioners del gènere), Ghost Mice, Andrew Jackson Jihad o Defiance, Ohio.

## Característiques
El folk punk es una mescla de hardcore punk i folk de qualsevol cultura, generalment la d'origen dels músics. Per això, se l'utilitza per a fer proclames relacionades amb la cultura, tals com l'independentisme o la reivindicació de sistemes polítics alternatius.
Dins el moviment folk punk americà és habitual l'absència d'elements elèctrics com amplificadors o micròfons, i l'ús de mandolines, harmòniques, instruments de corda, com violins o contrabaixos, i acordions. Les lletres de les cançons solen ser de caràcter anarquista o d'extrema esquerra i sovint s'enfoquen des d'un punt de vista personal. A causa de les seves arrels folk, els temes solen parlar de resistència de la classe obrera i resistència social contra elements com el capitalisme o la industrialització moderna. És comú l'ús de termes i conceptes propis del punk com el DIY o el veganisme.

## Influències
El folk punk està influenciat pel hardcore punk i la música tradicional, però els veritables inspiradors de la fusió van ser els músics de folk rock i folk metal, aquests últims especialment per al celtic punk.

## Grups de folk punk
- Almorranes Garrapinyaes
- Drink Hunters
- Dropkick Murphys
- Ebri Knight
- Flogging Molly
- Les Ramoneurs de menhirs
- Los Draps
- Obrint Pas
- Oriol Tramvia[2]
- Rein
- Sigelpa
- The Dubliners
- The Pogues[3]
- The Real McKenzies